# Erythroneura comes
Espèce
Erythroneura comes (la cicadelle de la vigne) est une espèce d'insectes hémiptères de la famille des Cicadellidae, originaire d'Amérique du Nord.
C'est un insecte piqueur-suceur polyphage qui admet comme hôtes diverses plantes ligneuses (arbres et arbustes), dont la vigne qui subit les dégâts les plus importants. Les dégâts sont dus tant aux adultes qu'aux larves qui piquent les feuilles pour en extraire les liquides cellulaires, et peuvent aller jusqu'à une défoliation de la plante en cas d'infestation importante.
Cette espèce est surtout présente dans le Nord-Est des États-Unis. D'autres espèces de cicadelles attaquent aussi la vigne en Amérique du Nord, notamment Erythroneura vulnerata en Floride et Erythroneura elegantula et Erythroneura variabilis en Californie.

## Synonymes
Selon Catalogue of Life (20 septembre 2013) :
- Erythroneura comes Beamer, 1938
- Erythroneura comes Smith, 1890
- Erythroneura comes Young, 1952
- Tettigonia comes Say, 1825
- Typhlocyba comes Osborn, 1922
- Typhlocyba comes comes Gillette, 1898